# Clements (Minnesota)
Clements es una ciudad ubicada en el condado de Redwood en el estado estadounidense de Minnesota. En el Censo de 2010 tenía una población de 153 habitantes y una densidad poblacional de 155,87 personas por km².

## Geografía
Clements se encuentra ubicada en las coordenadas 44°22′48″N 95°3′17″O / 44.38000, -95.05472. Según la Oficina del Censo de los Estados Unidos, Clements tiene una superficie total de 0.98 km², de la cual 0.98 km² corresponden a tierra firme y (0%) 0 km² es agua.

## Demografía
Según el censo de 2010, había 153 personas residiendo en Clements. La densidad de población era de 155,87 hab./km². De los 153 habitantes, Clements estaba compuesto por el 92.16% blancos, el 0% eran afroamericanos, el 0% eran amerindios, el 5.23% eran asiáticos, el 0% eran isleños del Pacífico, el 0% eran de otras razas y el 2.61% pertenecían a dos o más razas. Del total de la población el 4.58% eran hispanos o latinos de cualquier raza.